# Haus des Deutschen Verkehrsbunds

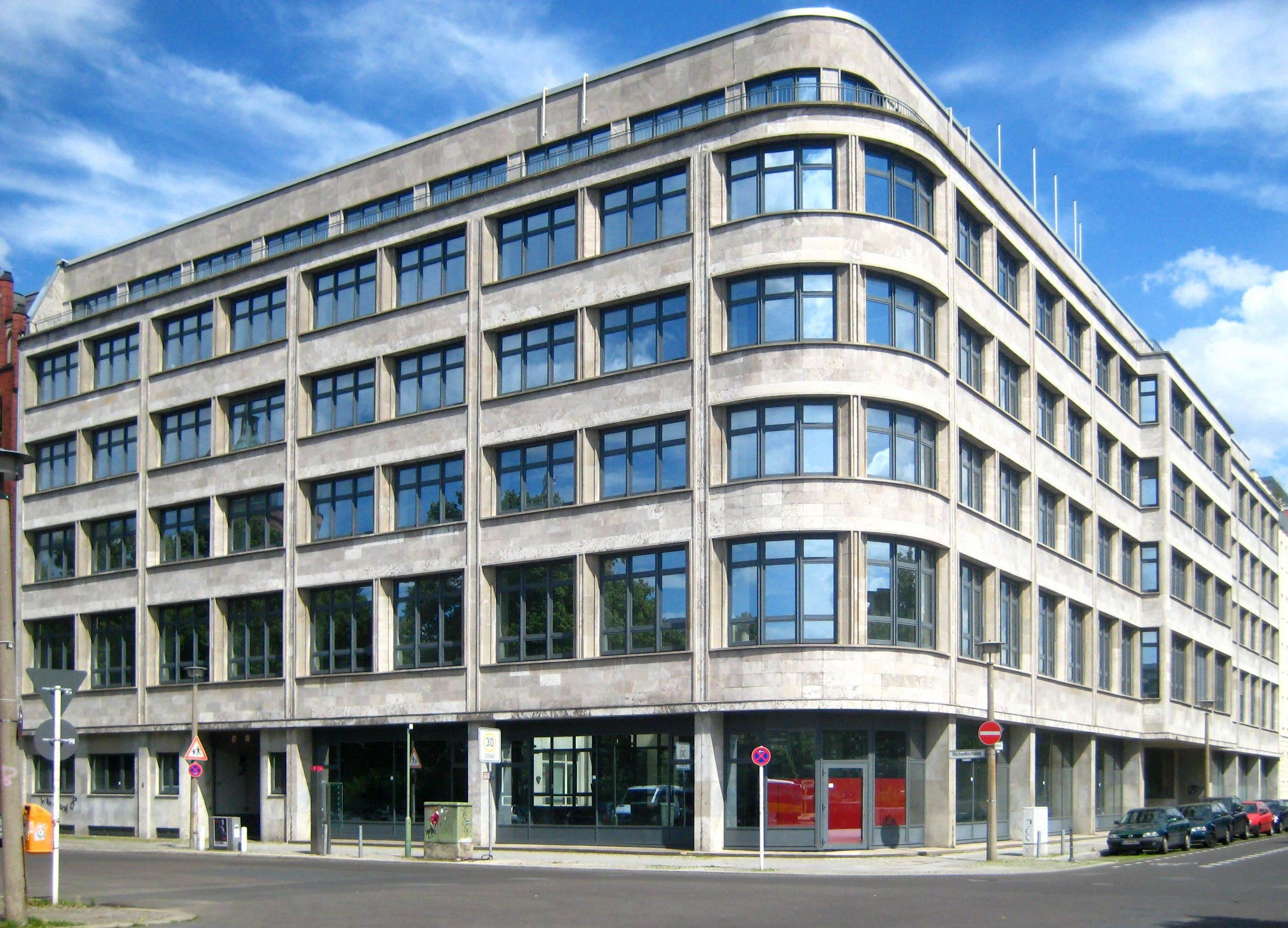

Das Haus des Deutschen Verkehrsbunds (auch: Verbandshaus des Deutschen Verkehrsbunds), heute auch als Taut-Haus bezeichnet, ist ein Büro- und Geschäftshaus in der Luisenstadt in Berlin-Mitte, Engeldamm 70 / Michaelkirchplatz 1–2. Das Gebäude wurde 1929/1932 für den Deutschen Verkehrsbund, die Gewerkschaft der Transportarbeiter, errichtet. Nach einem ersten Entwurf von Bruno Taut 1927 überarbeitete sein Bruder Max Taut (beide aus der Architektengemeinschaft Taut & Hoffmann) die Planungen 1929 und stellte das Gebäude bis 1932 fertig. Das Haus steht unter Denkmalschutz.

## Anlage

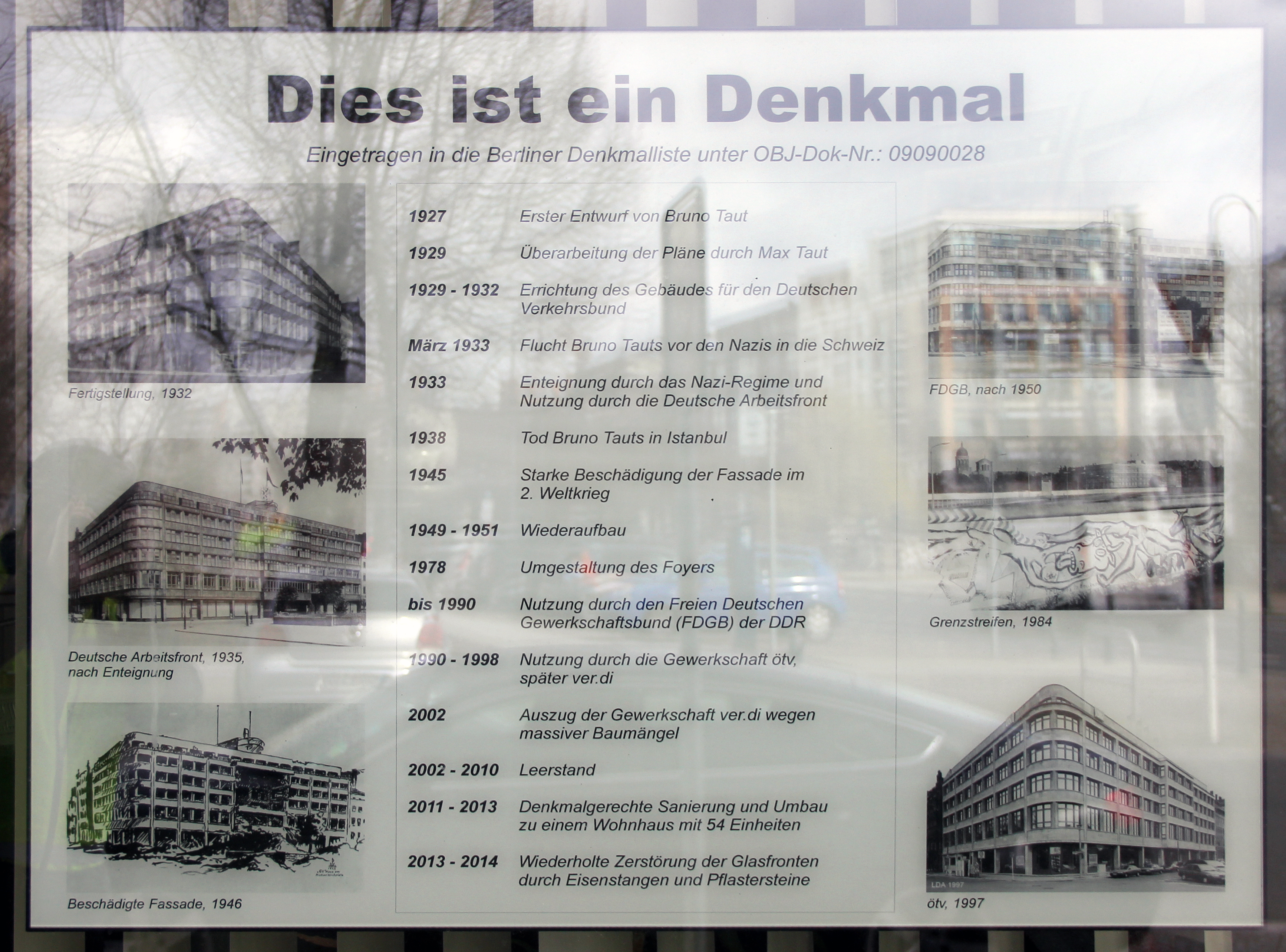
Gedenktafel am Haus, Engeldamm 70, in Berlin-Mitte

Das ehemalige Gewerkschaftshaus ist ein sechsgeschossiger Stahlbeton-Skelettbau mit etwas zurückgesetztem obersten Geschoss. Die flächige Fassade im Stil der Neuen Sachlichkeit weist liegende, jeweils paarweise zwischen tragenden Stützen angeordnete Fenster auf. Stützen und Brüstungen waren ursprünglich mit einem dunklen Material verkleidet, das beim Wiederaufbau nach Kriegsschäden zwischen 1949 und 1951 durch helle Muschelkalk-Platten ersetzt wurde. Eine Akzentuierung des Baukörpers erfolgt durch abgerundete Ecken. Tragende und nicht tragende Teile sind farblich unterschieden. Den Eingangsbereich betonen drei leicht vorgezogene Achsen. Eine Besonderheit ist das dreieckig ausgerundete Treppenhaus aus schwarzem Werkstein in der Eingangshalle. Im großen Sitzungssaal im obersten Stockwerk befanden sich sechs von Rudolf Belling geschaffene Reliefs zum Thema „Vereinte Kraft Großes schafft“ angebracht. In der Erdgeschosszone befanden sich verschiedene Läden und Geschäfte.

## Nutzung
Das Haus nahm die Zentralverwaltungen der Gewerkschaften auf, die nicht den großen Industriegewerkschaften angehörten. In der nationalsozialistischen Zeit ab 1933 wurde der Allgemeine Deutsche Gewerkschaftsbund, dem der Verkehrsbund angehörte, enteignet und das Gebäude von der Deutschen Arbeitsfront genutzt, unter anderem für die Gauverwaltung Berlin der Kraft-durch-Freude-Organisation.
Im Februar 1945 brannte das Gebäude bei einem Luftangriff vollständig aus, nur die Stahlbetonkonstruktion stand noch. Ende der 40er Jahre konnte das Gebäude wiederhergestellt  werden. Ab 1950 nutzten der FDGB und nach der Wiedervereinigung 1990 Einzelgewerkschaften wie die ÖTV das Haus. 1998 wurde eine denkmalgerechte Grundsanierung abgeschlossen. Durch die Bildung der neuen Großgewerkschaft ver.di wurde diese Eigentümer des Hauses, zog wegen Baumängeln jedoch 2002 aus. Anschließend stand das Gebäude bis 2010 leer.
Ab 2010 wurde das Gebäude nach Planungen des Architekturbüros Ingenbleek, Berlin, instand gesetzt und in ein Wohnhaus mit Gewerbeeinheiten im Erdgeschoss umgewandelt, die großzügigen Flure und der Eingangsbereich blieben dabei erhalten. Die Tragekonstruktion der Decken wurde saniert und die das Gebäude prägenden und bis dahin verkleideten Stahlbetonkassettendecken, die warmgenieteten Stahlstützen und Hauptträgerkonstruktionen wurden in vielen Bereichen dauerhaft sichtbar freigelegt. Das Gebäude wurde in vielen Bereichen denkmalgerecht rekonstruiert. Seit 2014 ist das Gebäude wieder bezogen, war aber wiederholt Vandalismus ausgesetzt.